# Марін Анастасовіч (стадіон)
«Стадіонул Марін Анастасовіч» (рум. Stadionul Marin Anastasovici) — багатофункціональний стадіон у місті Джурджу, Румунія, домашня арена ФК «Астра».
Стадіон відкритий у 1963 році. У 2012—2014 роках здійснено капітальну реконструкцію. Місткість арени становить 8 500 глядачів.